# بودبوروجيي
بودبوروجيي (بالروسية: Подпорожье) هي إحدى مدن روسيا في الكيان الفدرالي الروسي لينينغراد أوبلاست.